# Milan Schelinger
Milan Schelinger (18. února 1952 Bousov, Československo – 10. února 2023) byl český kytarista, zpěvák a bratr zpěváka Jiřího Schelingera. V první polovině 80. let účinkoval ve skupině Projektil. V letech 1986 a 1987 spolupracoval s undergroundovou skupinou The Plastic People of the Universe, se kterou se zúčastnil nahrávání jejich alba Hovězí porážka na chalupě Václava Havla na Hrádečku.

## Život
Narodil se 18. února 1952 ve vesničce Bousov, ležící na samé hranici Českomoravské vrchoviny nedaleko Čáslavi. Záhy se rodina přestěhovala do Nuslí v Praze. Jeho otec byl učitelem hudby, matka modistka, později floristka, on sám brzy propadl muzice, v dětství začal hrát na housle a později kytaru.
Vyučil se zámečníkem.
Po ukončení vojenské služby působil jako profesionální hudebník v barové kapele Zbyňka Červenky v Bardějově a v Rakouském národním cirkuse Elfí Althoff-Jacobi.
Později působil v barové skupině Mistral.
Na podzim roku 1980 nastoupil jako kapelník a kytarista do skupiny svého bratra Jiřího Schelingera a odehrál s ním posledních 100 koncertů.
V roce 1984 hrál ve skupině Projektil. Jako předkapela vystupovali s Mekym Žbirkou na Slovensku i v Čechách.
Byl monarchistou a v letech 1999–2003 působil jako předseda Koruny České (monarchistické strany Čech, Moravy a Slezska). 

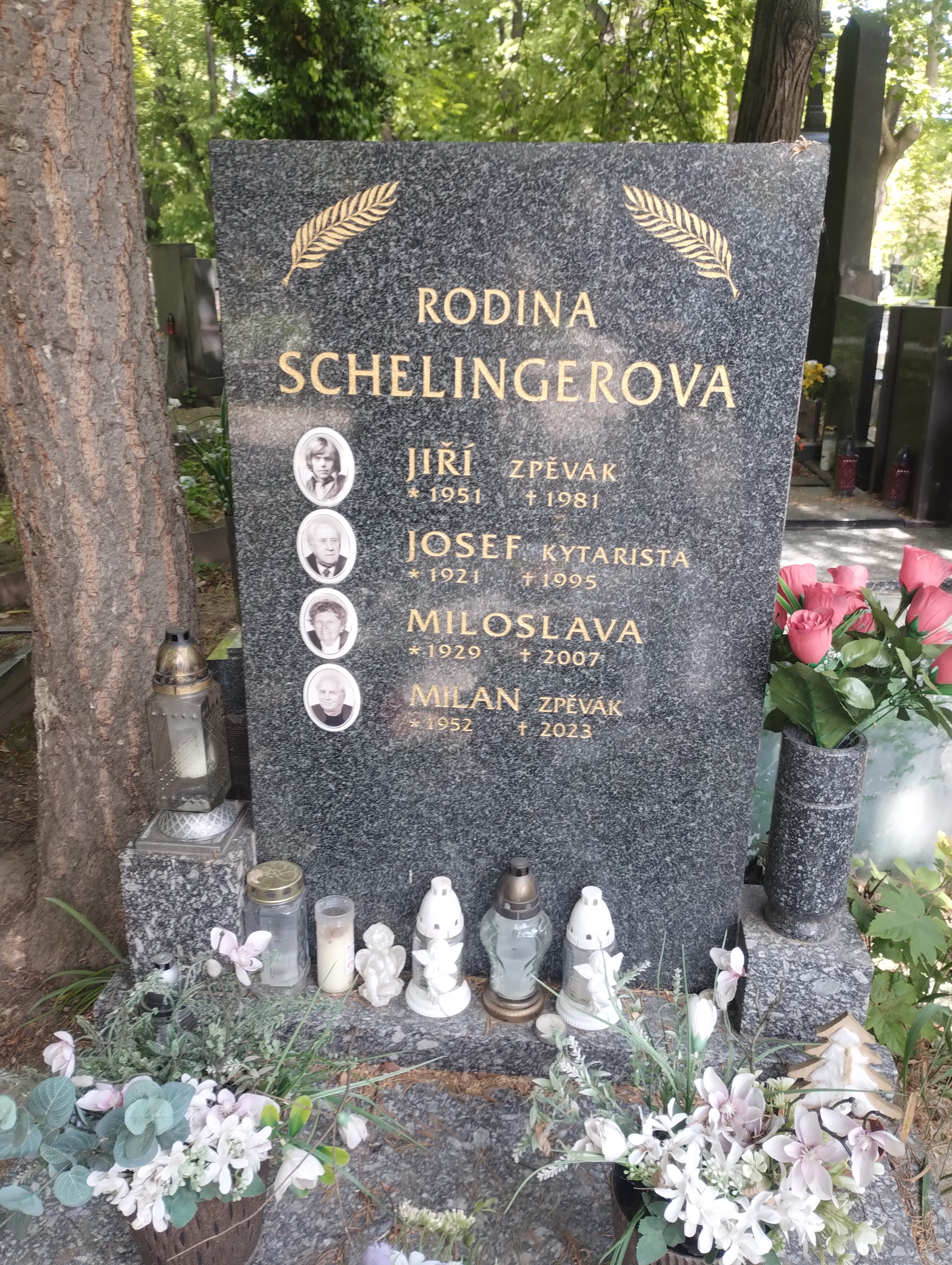
Hrob na Olšanských hřbitovech

Zemřel dne 10. února 2023 ve věku 70 let v Písku.

## Diskografie
1. František Ringo Čech – 1983 (1983)
2. The Plastic People of the Universe – Hovězí porážka (nahráno 1984, vydáno 1992)
3. Jiří Schelinger – Holubí dům (1991)
4. Brichta + Doležal + Henych + Smetáček – Zemětřesení (1993)
5. Milan Schelinger – PF 2000,- (1996)
6. Projektil – Zpátky do zahrady ticha (The Best Of) (1998)
7. Jiří Schelinger – Lupič Willy (Rockový komplet 1976–80) (1998)
8. Brichta + Doležal + Henych + Smetáček – Zemětřesení živě (2001)
9. Všem tichejm bláznům - Děda (2002)
10. Lucrecia Borgia – Valpuržina noc a Rytířské elegie (2010)
11. Lucrezia Borgia a Milan Schelinger – Hrej hudče píseň krásnou (2014)
12. Lucrezia Borgia – Růžový palouček ba i o té velké popravě L.P. 1621 ft. Milan Schelinger (2021)
13. Dáša Vokatá a Milan Schelinger - Klíny (2000)